# Leimen (Renânia-Palatinado)
Leimen é um município da Alemanha localizado no distrito de Südwestpfalz, estado da Renânia-Palatinado.
Pertence ao Verbandsgemeinde de Rodalben.